# Distretto di Somdet
Il distretto di Somdet (in thailandese: สมเด็จ) è un distretto (amphoe) della Thailandia, situato nella provincia di Kalasin.